# Porte fortifiée de Beaumont-lès-Valence
La Porte fortifiée de Beaumont-lès-Valence (aussi dénommée Tour de l'horloge, au niveau local) est une porte de ville située à Beaumont-lès-Valence, en France.

## Localisation
L'édifice est situé en Auvergne-Rhône-Alpes, dans le département français de la Drôme et plus précisément au centre de la petite ville de Beaumont-lès-Valence, non loin de son église et près de sa mairie.

## Historique
La construction de cet édifice remonte aux environs du XIVe siècle. Il est inscrit à l’inventaire supplémentaire des Monuments Historique depuis le 16 octobre 1969. La démolition de la porte monumentale fut votée en 1860 par le conseil municipal. Mais face à l'opposition des habitants, la municipalité préfère la restaurer. La porte, surnommée « tour », a servi de mairie durant la Révolution.

## Description
Cette porte fortifiée médiévale se présente avec sa tour horloge et un campanile. Son aspect actuel est le résultat de nombreuses modifications au cours des siècles Des traces de gonds et de verrous encore visible au XXIe siècle permettent d'estimer la taille de la porte d'entrée. Cette porte était bordé par le ruisseau de l'Écoutay et qui avait un débit plus important à l'époque.
A l'étage, il existe une salle et sur le côté une ouverture dont on voit encore les traces permettait vraisemblablement d'accéder à un chemin de ronde des anciennes fortifications.

Quelques photos de la porte fortifiée de Beaumont-les-Valence
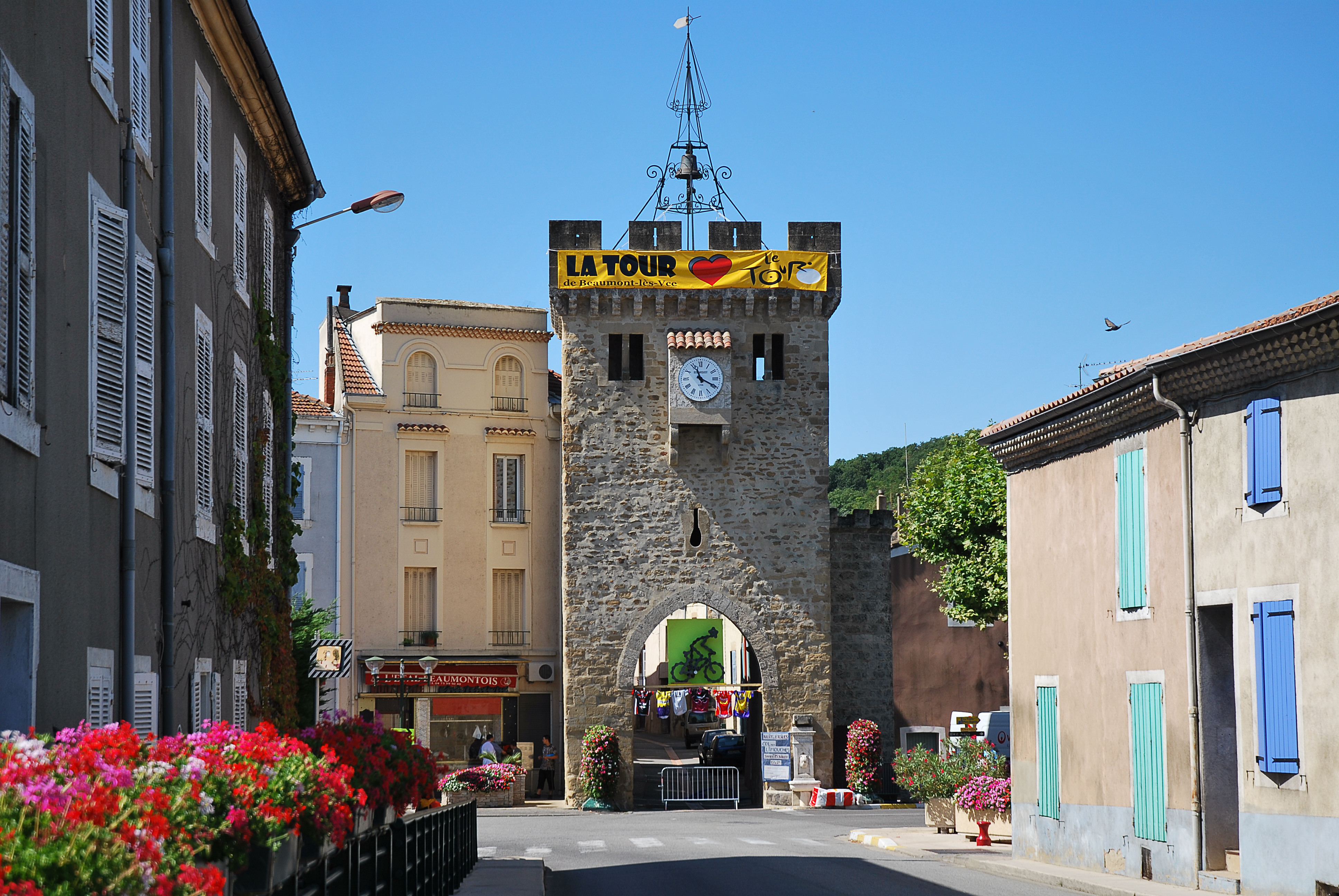
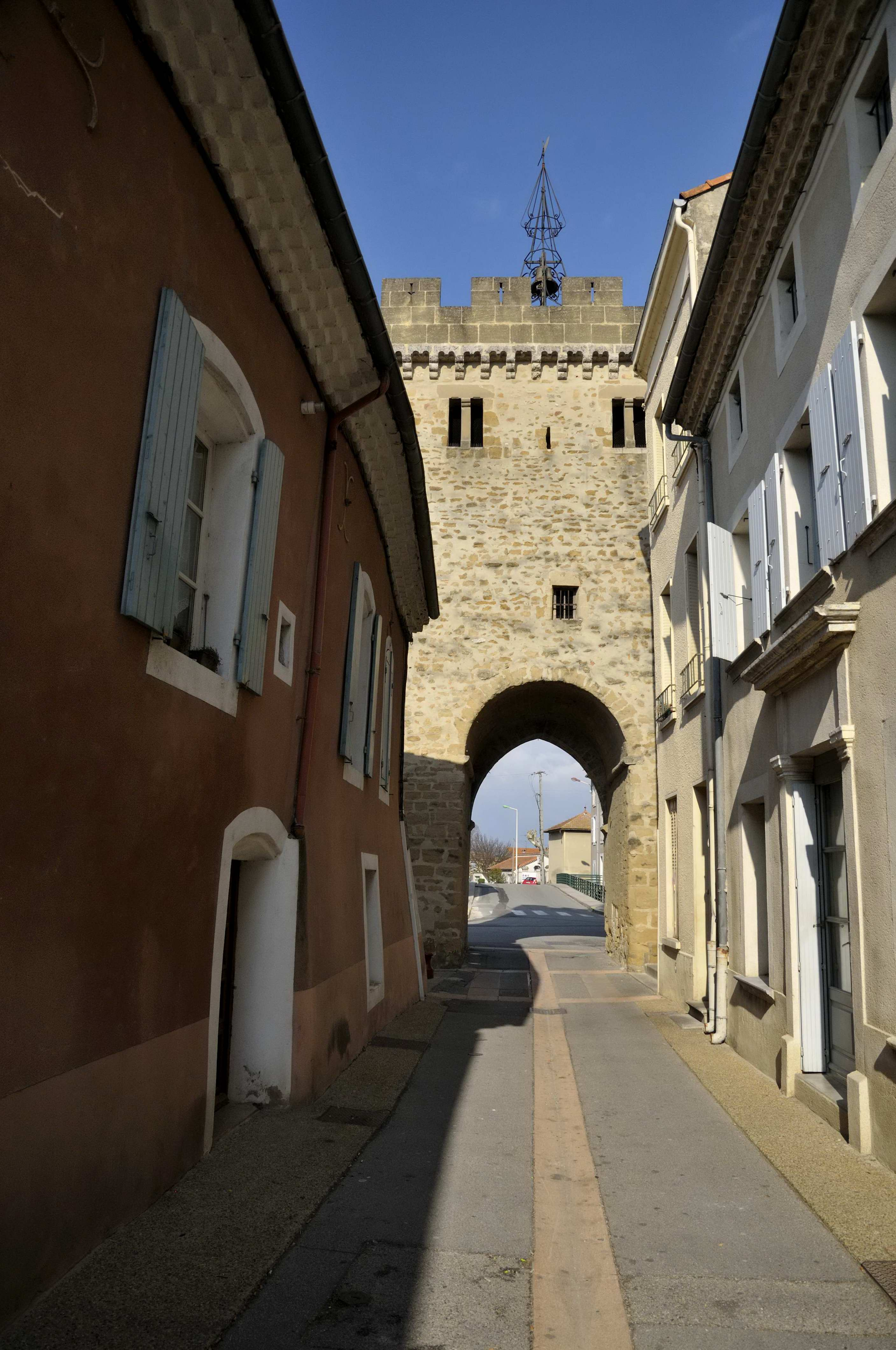
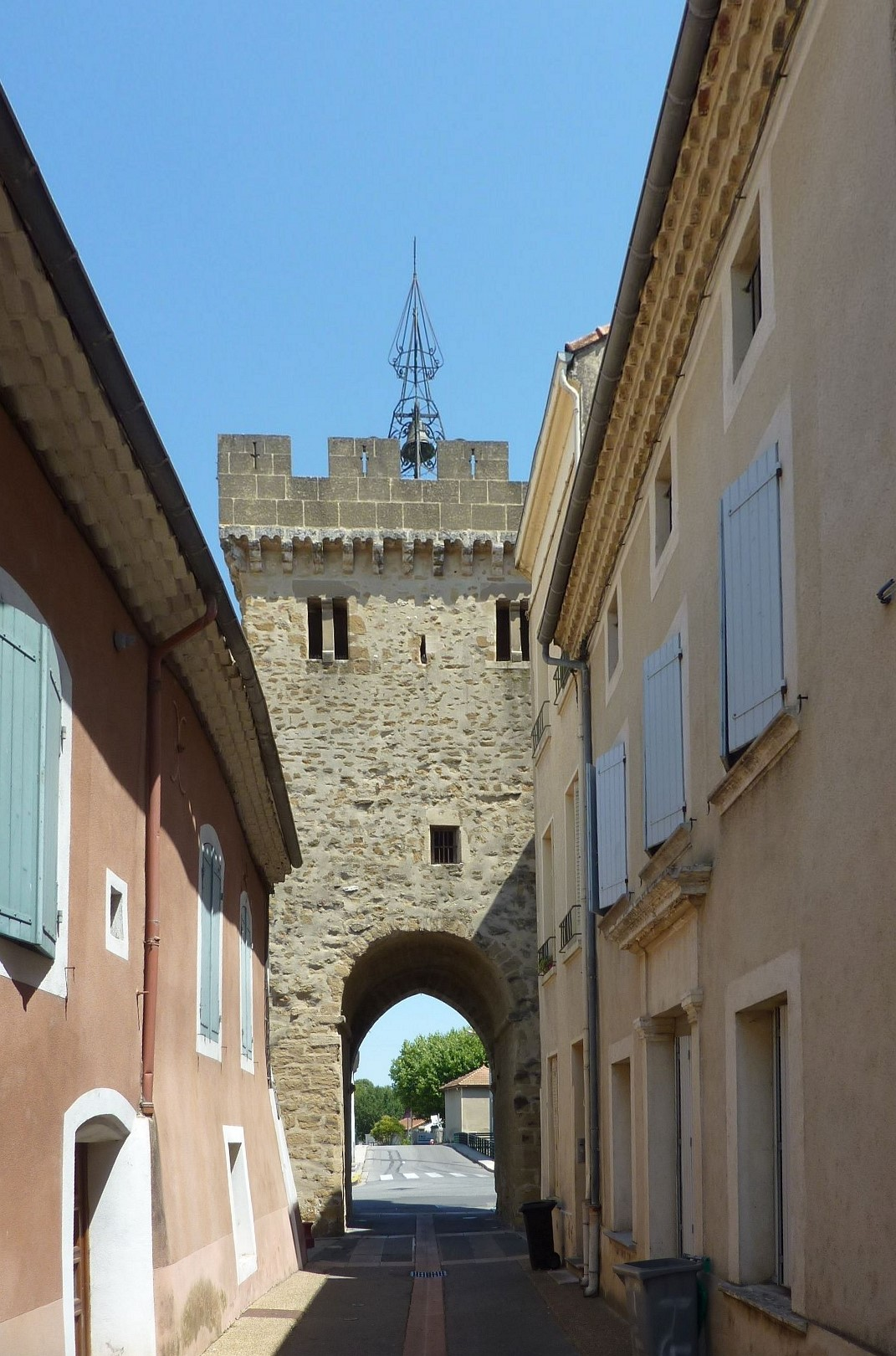
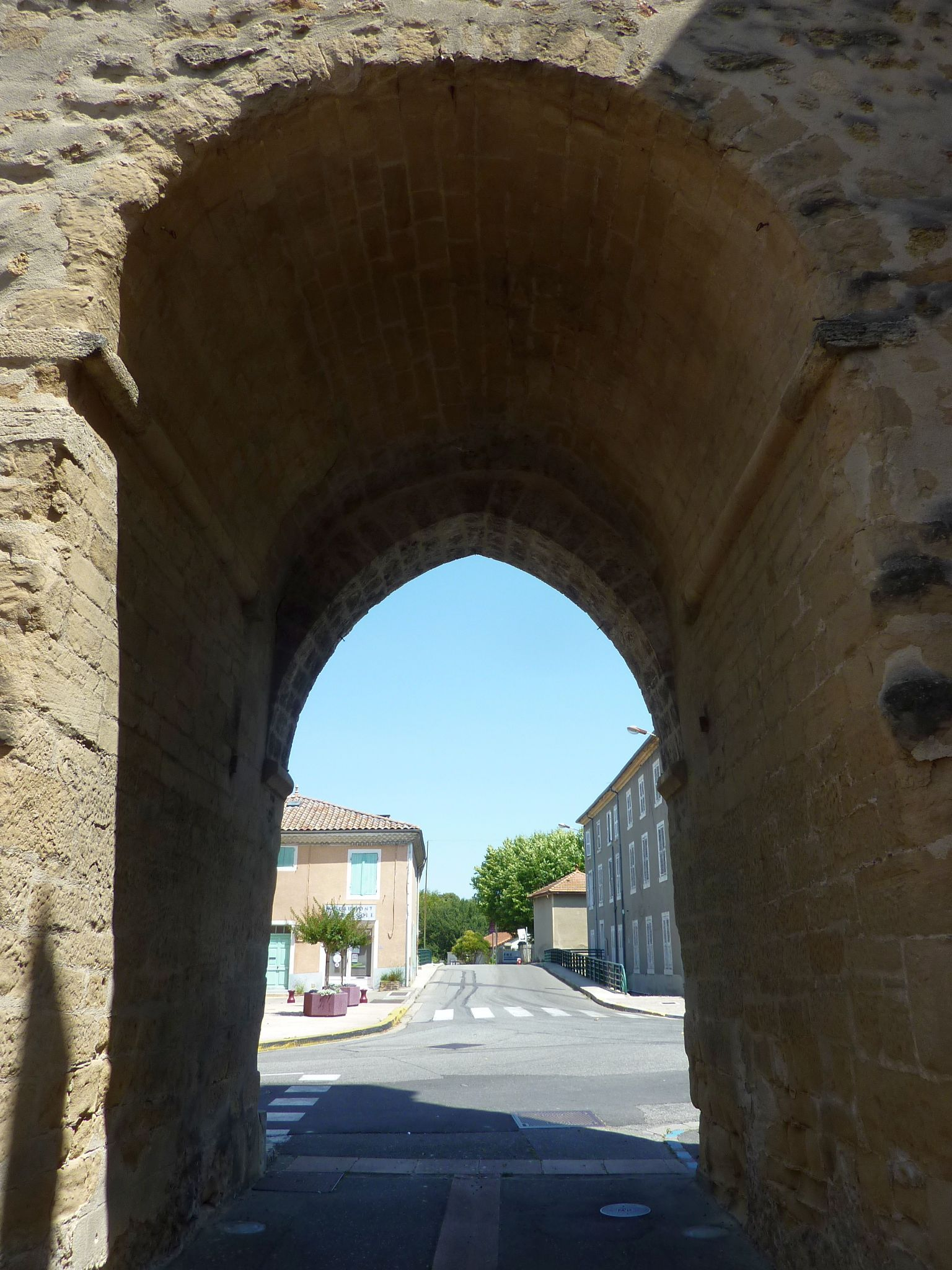
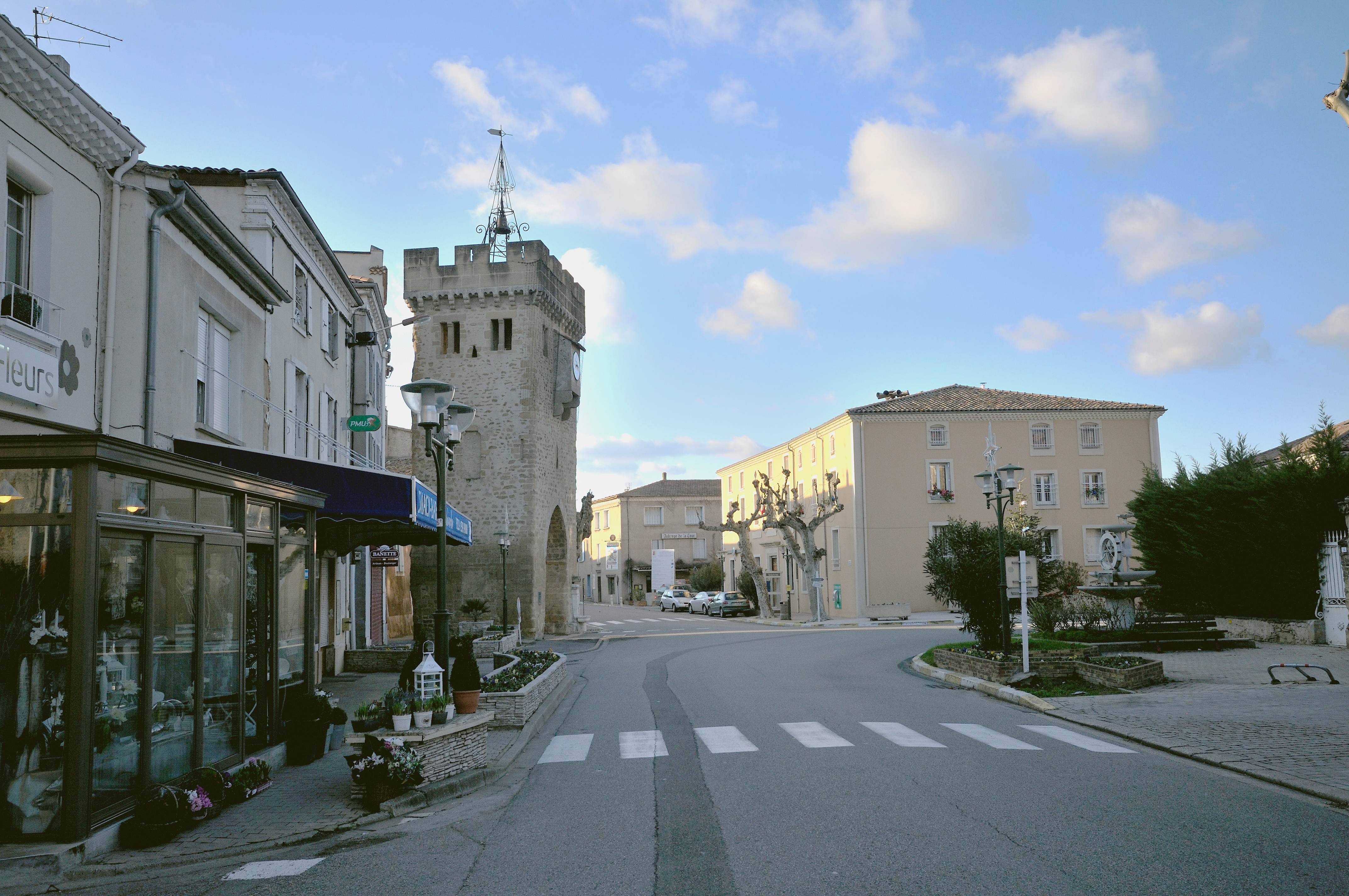